# Marsa Football Club
Il Marsa Football Club è una squadra di calcio maltese della città di Marsa.
Fondato nel 1920, ha partecipato massima serie maltese in 22 occasioni, l'ultima delle quali nella stagione 2006-07, e attualmente milita in Challenge League, la seconda serie nazionale isolana.

## Storia
Sebbene non abbia conquistato titoli di rilievo nel panorama calcistico nazionale, ha conquistato il secondo posto in campionato in due occasioni (nel 1920-21 e nel 1970-71, stagione quest'ultima nella quale perse il titolo solo in uno spareggio contro lo Sliema Wanderers) e può vantare una partecipazione alla Coppa UEFA 1971-1972 dove ha affrontato la Juventus (trentaduesimi di finale, 0-6 a Gżira e 5-0 a Torino).
Nel 2020 il club si è laureato campione della Second Division, la terza serie calcistica maltese, dopo solo un anno nella categoria. La promozione nella massima serie è stata tuttavia revocata a causa della sospensione del campionato dovuta al diffondersi della Pandemia di COVID-19 sull'isola.

## Palmarès

### Competizioni nazionali
- First Division (Malta): 1

2000-2001
- Second Division (Malta): 2

2015-2016, 2019-2020

### Altri piazzamenti
- Campionato maltese:

Secondo posto: 1920-1921, 1970-1971
- First Division (Malta):

Secondo posto: 2005-2006